# Alcalá de Chivert
Alcalá de Chivert (en valenciano y oficialmente, Alcalà de Xivert-Alcossebre) es un municipio de la provincia de Castellón, en la Comunidad Valenciana, España. Pertenece a la comarca del Bajo Maestrazgo y cuenta con 6680 habitantes (INE 2019).

## Denominación
Durante los siglos XIII al XVIII la denominación de la localidad fue Alcalá. También se la denominaba Alcalá de Xivert, por haber sido inicialmente Xivert la cabeza del distrito o encomienda donde se enclavaba la población; y posteriormente por convertirse Alcalá en cabeza de dicho territorio.
Durante gran parte del siglo XIX y hasta los años 1910 la denominación oficial de la localidad fue Alcalá de Chisvert (también escrito con la forma ortográfica alternativa de Alcalá de Chisbert entre 1857 y 1900).
A partir de la segunda década del siglo XX, el municipio toma como denominación oficial el nombre de Alcalá de Chivert hasta 1996, cuando el municipio cambia la denominación oficial del mismo por su forma valenciana de Alcalà de Xivert.

## Geografía
Integrado en la comarca de Bajo Maestrazgo, se sitúa a 50 kilómetros de la capital provincial. El término municipal está atravesado por la autopista del Mediterráneo (AP-7) y por la carretera nacional N-340, entre los pK 1014 y 1028, además de por una carretera local que conecta con Cuevas de Vinromá. 
Ubicado entre la Costa de Azahar y el Maestrazgo interior, el paisaje de llanos y montañas alterna con las playas y zonas rocosas del litoral. Su orografía está compuesta principalmente por dos sistemas montañosos que ocupan y componen buena parte del mapa municipal: Les Talaies d'Alcalá (716 m), al noroeste, y la sierra de Irta, paralela al mar (572 m). La altitud oscila entre los 716 metros (Tossal d'en Cannes) y el nivel del mar. La población se encuentra a 153 metros sobre el nivel del mar. 
En cuanto a la red hidrográfica, se distingue por una serie de barrancos secos entre los que cabe destacar el río Cuevas, también conocido en su último tramo como San Miguel, y las ramblas del Mas, Valldancher, Seguer y Estopet como las de mayor recorrido y entidad. El río Cuevas, en su desembocadura en el mar, forma un delta pedregoso y un estanque conocido como "L’Estany".
Limita con los municipios de Salsadella, Santa Magdalena de Pulpis, Peñíscola, Cuevas de Vinromá, Villanueva de Alcolea, Benlloch, Torreblanca, y al este con el Mar Mediterráneo.

### Clima
En cuanto al clima, en Alcala de Chivert, los veranos son calurosos, húmedos, secos y mayormente despejados y los inviernos son largos, fríos, ventosos y parcialmente nublados. Durante el transcurso del año, la temperatura generalmente varía de 6 °C a 28 °C y rara vez baja a menos de 2 °C o sube a más de 31 °C. El mes con más lluvia en Alcala de Chivert es octubre, con un promedio de 50 milímetros de lluvia. El mes con menos lluvia es julio, con un promedio de 9 milímetros de lluvia. La época del año cuando el agua está más caliente dura 2,9 meses, del 1 de julio al 29 de septiembre, con una temperatura promedio superior a 23 °C. El mes del año en Alcala de Chivert en el que la temperatura del agua es más caliente es agosto, con una temperatura promedio del agua de 26 °C.
La época del año cuando el agua está más fría dura 4,4 meses, del 13 de diciembre al 25 de abril, con una temperatura promedio inferior a 16 °C. El mes del año en Alcala de Chivert en el que la temperatura del agua es más fría es febrero, con una temperatura promedio del agua de 13 °C.

### Barrios y pedanías

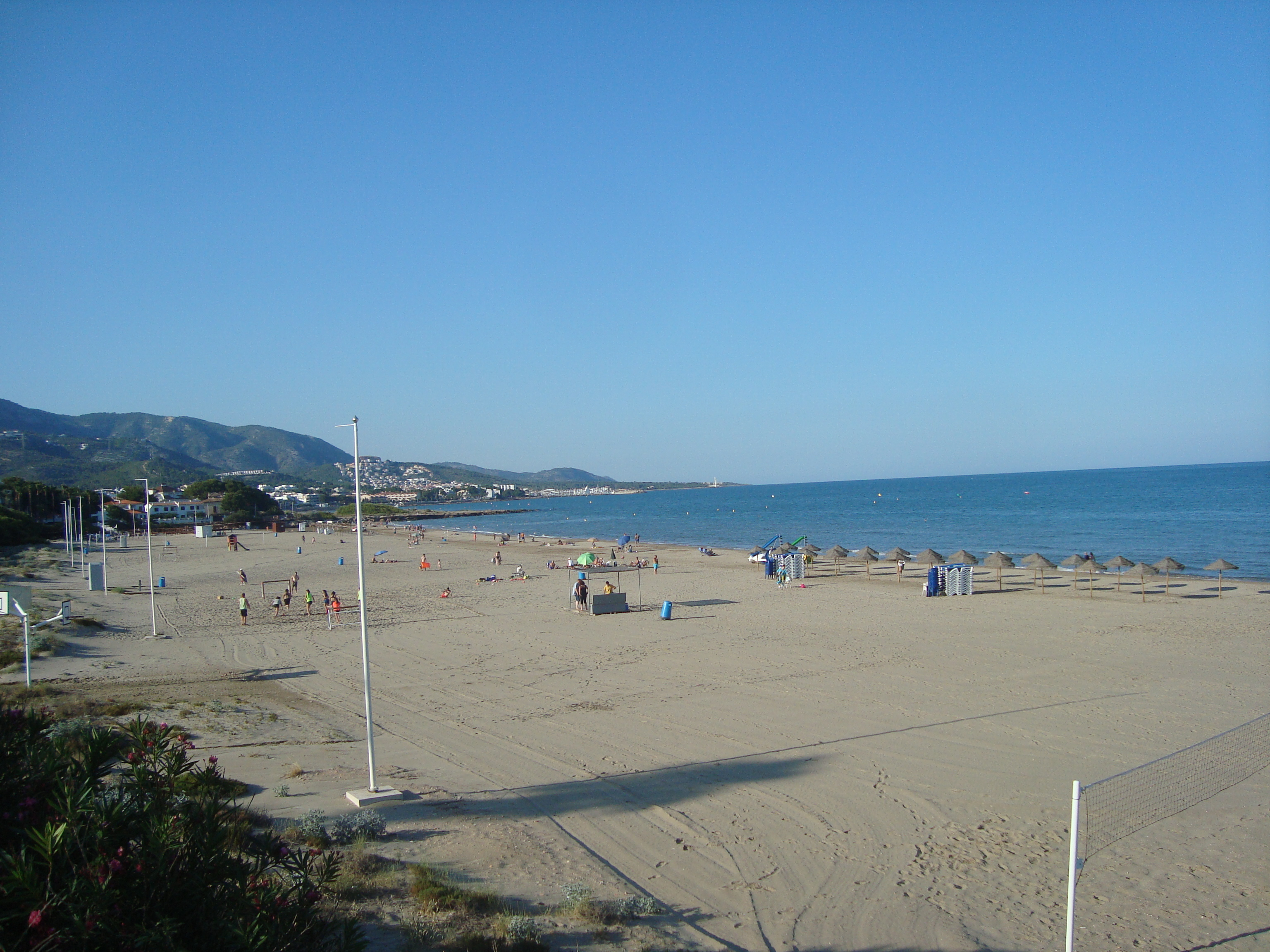
Playa Romana (Alcocebre-Alcalá de Chivert).

En el término municipal de Alcalá de Chivert (y dependientes del mismo ayuntamiento) se encuentran también los siguientes núcleos de población:
- Alcocéber
- Cap y Corp
- Las Fuentes
- La Curva
- Montemar I-II
- El Pinar
- Playa Romana-Cargador
- Ribamar
- Tres Playas

### Localidades limítrofes
El término municipal de Alcalá de Chivert limita con las localidades de Salsadella, Santa Magdalena de Pulpis, Peñíscola, Cuevas de Vinromá, Villanueva de Alcolea, Benlloch y Torreblanca todas ellas de la provincia de Castellón.

## Historia
Numerosos hallazgos arqueológicos permiten afirmar la presencia humana en el término de Alcalá de Chivert desde muy antiguo. Industria lítica epipaleolítica, en torno al año 9000 a. C., se ha encontrado en la cueva "dels Diablets", junto con cerámica del neolítico medio e industria lítica del neolítico final. Del eneolítico se han encontrado restos cerámicos en la cueva de la Torrera. Se constata la presencia de materiales traídos por los pueblos comerciantes, como un escarabeo egipcio en la necrópolis de la Solivella, así como cerámica púnica y griega en diversos yacimientos.
De época ibérica se encuentran abundantes restos arqueológicos: poblados como "El Palau" y "El Tossalet", necrópolis como La Solivella, el yacimiento más importante de este periodo, y "El Baixador d'Alcossebre", lápidas escritas, restos cerámicos y metales en El Corral de Royo, Pulpis, Irta y Chivert, monedas en Regalfarí, Alcalá y Chivert, y enterramientos dispersos en Capicorp, Palaba y Alcocéber, que demuestran una densa red de poblamiento en dicha época.
La romanización se constata en la presencia de lápidas funerarias en el Corral de Royo, Corral Blanco y Almedíxer, y en la vía que cruzaba de norte a sur el término por el llano de Alcalá.
Los vestigios medievales más antiguos son los de la fortaleza y la medina árabe de Chivert, con lienzos de muralla de los siglos X-XII. Con la conquista cristiana del territorio, la Orden del Temple, organiza la bailía de Chivert con la concesión de la carta puebla a su población musulmana de Chivert en 1234, a los nuevos asentamientos cristianos de Alcalá (1251); Alcocebre (1261); Almedíjar y Castellnovo (1261). De entre ellas pronto destacará Alcalá, que se convertirá en cabeza de la encomienda. Extinguido el Temple, la nueva Orden de Montesa pasa a ejercer la señoría de la encomienda. 
En época moderna una serie de ataques vinieron a caer sobre la población: el poblado mudéjar de Chivert fue saqueado por Estellés en 1521; en 1547 un ataque de piratas berberiscos es rechazado por la población de Alcalá, así como otro a la torre vigía de Cap i Corp en 1586. Una vez unida la Encomienda a la Corona en 1592, y tras la expulsión de los moriscos, se intentó repoblar el poblado de Chivert, lo que fracasó, y se hubo de añadir este, junto con Santa Magdalena de Pulpis, a Alcalá en 1632. También Alcocéber, que había obtenido su segunda carta de población en 1330, fue incorporado a Alcalá en 1663. 
En el siglo XIX se produjo la segregación de Santa Magdalena de Pulpis y el gran crecimiento de la población que pasó de los 800 vecinos (unos 3200 habitantes) en tiempos de Cavanilles, a finales del siglo XVIII, a los más de 6.000 habitantes de 1900. El siglo XIX dio cabecillas a la causa carlista, (de entre los cuales destaca en la tercera guerra, Pascual Cucala), razón por la cual fue duramente reprimida la villa, tras la victoria liberal. 
En el siglo XX, después de los desastres de la guerra civil, se vio sumida en una regresión económica, propiciada además por su agricultura de secano, situación que se fue modificando sensiblemente desde los años 70 por la extensión del regadío y el auge del turismo en la costa de Alcocéber y Cap i Corp.

## Demografía
Alcalà de Xivert cuenta con una población de 7176 habitantes (INE 2024).
| Gráfica de evolución demográfica de Alcalà de Xivert entre 1842 y 2021 |
| |
| Población de derecho según los censos de población del INE Población de hecho según los censos de población del INEEn estos censos se denominaba Alcalá de Chisvert: 1842 y 1910. En estos censos se denominaba Alcalá de Chisbert: 1857, 1860, 1877, 1887, 1897 y 1900. En estos censos se denominaba Alcalá de Chivert: 1920, 1930, 1940, 1950, 1960, 1970, 1981 y 1991. Entre el censo de 1857 y el anterior, disminuye el término del municipio porque independiza a Santa Magdalena de Pulpis. |

| Nacionalidad | Hombres | Mujeres | Total | %      | Proporción |
| ------------ | ------- | ------- | ----- | ------ | ---------- |
| Española     | 2474    | 2387    | 4861  | 71.1 % |            |
| Extranjera   | 1013    | 957     | 1970  | 28.8 % |            |

## Economía
La agricultura, que históricamente ha representado el principal sector económico local, ha retrocedido últimamente. La superficie cultivada se ha reducido a la mitad en los últimos 50 años, y solo interesa explotar las zonas de regadío. Los cítricos han venido aumentando pero actualmente están en crisis. De la zona de huerta destaca el "tomata de penjar" (tomate de colgar), como Marca de calidad CV. La ganadería se circunscribe a las granjas porcinas y avícolas.
La industria está representada por la construcción de muebles y sus derivados, tejidos, prendas de vestir, depósitos de materiales de construcción, molinos de aceite, talleres de armaduras metálicas, carpinterías, reparación de automóviles y afines, así como varios almacenes de frutas donde se manipulan, envasan y comercializan muchos de los frutos del término municipal. También la parcela de la construcción ha progresado mucho, figurando entre las primeras industrias locales, impulsada por la fuerte demanda turística.

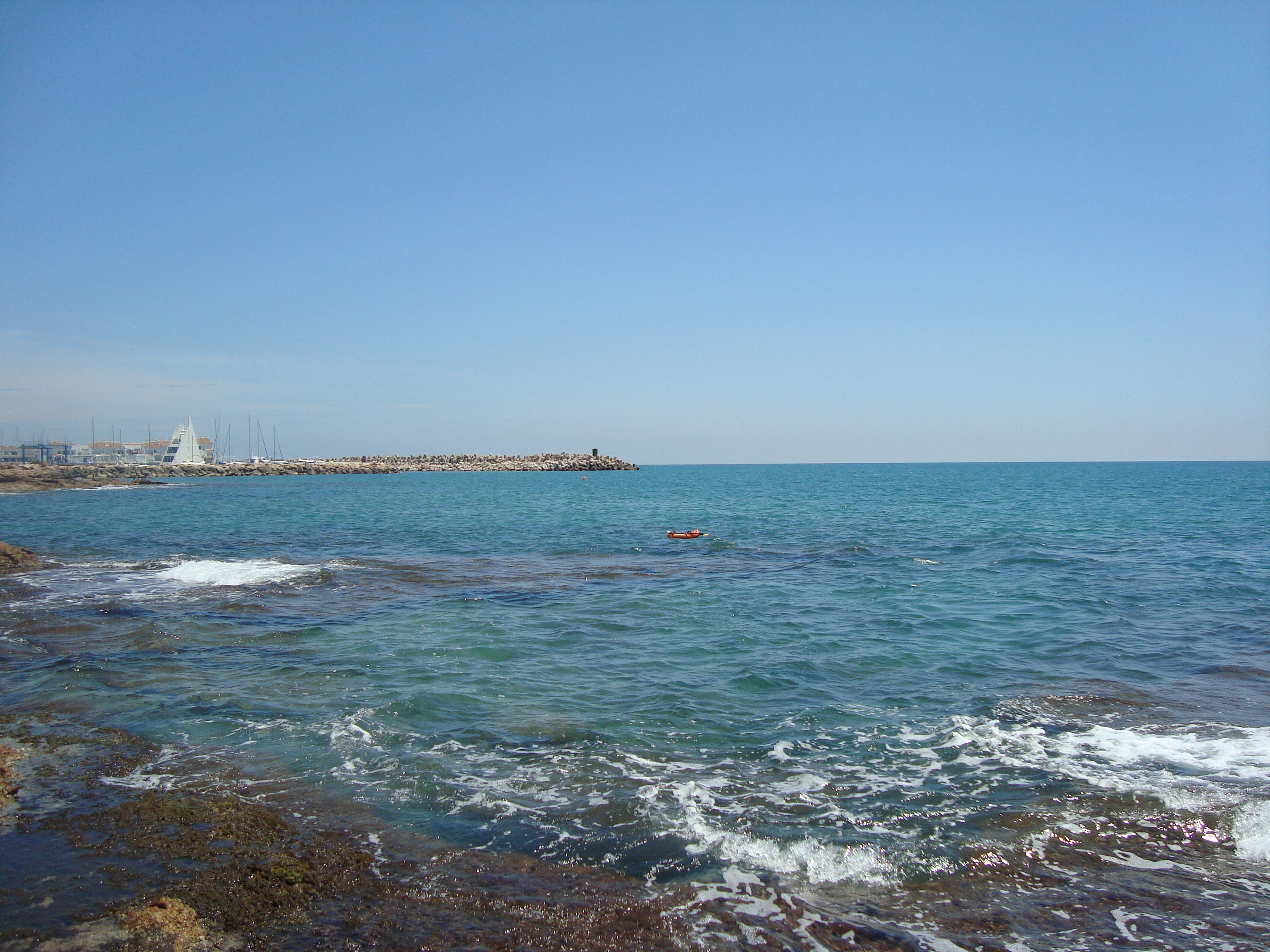
Costa del Azahar (Alcalá de Chivert-Alcocebre, Castellón).

El turismo, propiciado por sus playas y por espacios muy poco masificados, es el motor económico de Alcalá. En toda la costa se ha manifestado un fuerte desarrollo urbano, con nuevas residencias turísticas. Esta evolución ha supuesto un fuerte aumento de los servicios relacionados: hostelería, restauración, gestión inmobiliaria,...

## Administración
Últimos alcaldes del municipio:
| Periodo   | Nombre                                                     | Partido          |
| --------- | ---------------------------------------------------------- | ---------------- |
| 1979-1983 | Juan Castillo Ibáñez                                       | PSPV-PSOE        |
| 1983-1987 | Joaquín Puig Almela Daniel Durá Cherta Juan García Barceló | CDS PSPV-PSOE AP |
| 1987-1991 | Juan García Barceló                                        | AP               |
| 1991-1995 | Rafael Segarra Calduch                                     | PSPV-PSOE        |
| 1995-1999 | Francisco Juan Mars                                        | PP               |
| 1999-2003 | Francisco Juan Mars                                        | PP               |
| 2003-2007 | Isabel Soriano Barceló                                     | PSPV-PSOE        |
| 2007-2011 | Francisco Juan Mars                                        | PP               |
| 2011-2015 | Francisco Juan Mars                                        | PP               |
| 2015-2019 | Francisco Juan Mars                                        | PP               |
| 2019-2023 | Francisco Juan Mars                                        | PP               |
| 2023-act. | Francisco Juan Mars                                        | PP               |

Hay 13 concejales en el ayuntamiento de Alcalá de Chivert. En las elecciones locales de 2023 el partido PP obtuvo 8 concejales lo que permite al alcalde, Francisco Juan Mars (PP), gobernar el pueblo con mayoría absoluta. El resultado de las elecciones locales de 2023 fue el siguiente:
| Elecciones municipales del 28 de mayo de 2023 |       |         |            |
| Partido                                       | Votos | %       | Concejales |
| Partido Popular                               | 2.029 | 56,36 % | 8          |
| Partido Socialista Obrero Español             | 1.043 | 28,97 % | 4          |
| ALC                                           | 252   | 7 %     | 1          |
| Ciudadanos                                    | 236   | 6,55 %  | 0          |

## Monumentos

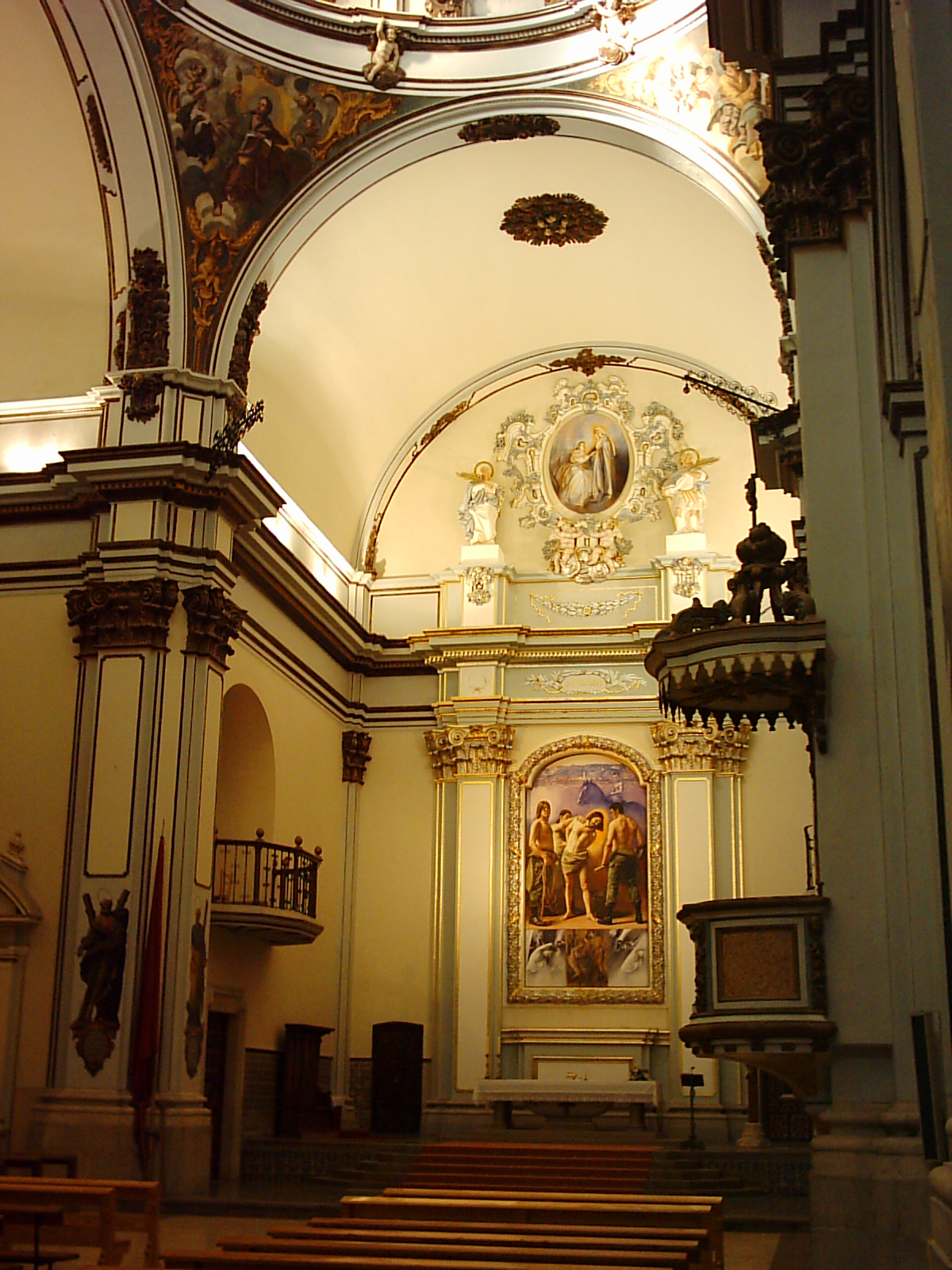
Interior de la iglesia de San Juan Bautista

### Monumentos religiosos
- Iglesia San Juan Bautista. El templo parroquial es un edificio del barroco clasicista valenciano. Se colocó la primera piedra el 14 de abril de 1736 y se bendijo treinta años después. Los planos son del arquitecto José Herrero; trabajaron en la obra los maestros V. Carbó y F. Garrafulla, y luego Juan Barceló, quien la concluyó. Tiene planta de cruz latina, con cuatro tramos en la nave central y colaterales, capillas laterales entre los contrafuertes, se cubre con bóveda de cañón y esbelta cúpula sobre  tambor y pechinas en el crucero, así como cúpulas en las naves laterales. En la parte de los pies se abre la capilla de Comunión, de planta de cruz griega. La fachada la centra una portada tipo retablo barroco con remate de perfil mixtilíneo y coronado de flameros y la imagen del Arcángel San Miguel. En correspondencia con las naves se abren tres portadas, las laterales se articulan mediante columnas toscanas adosadas y la central muestra una superposición de columnas exentas sobre pedestales.Fachada Iglesia San Juan Bautista

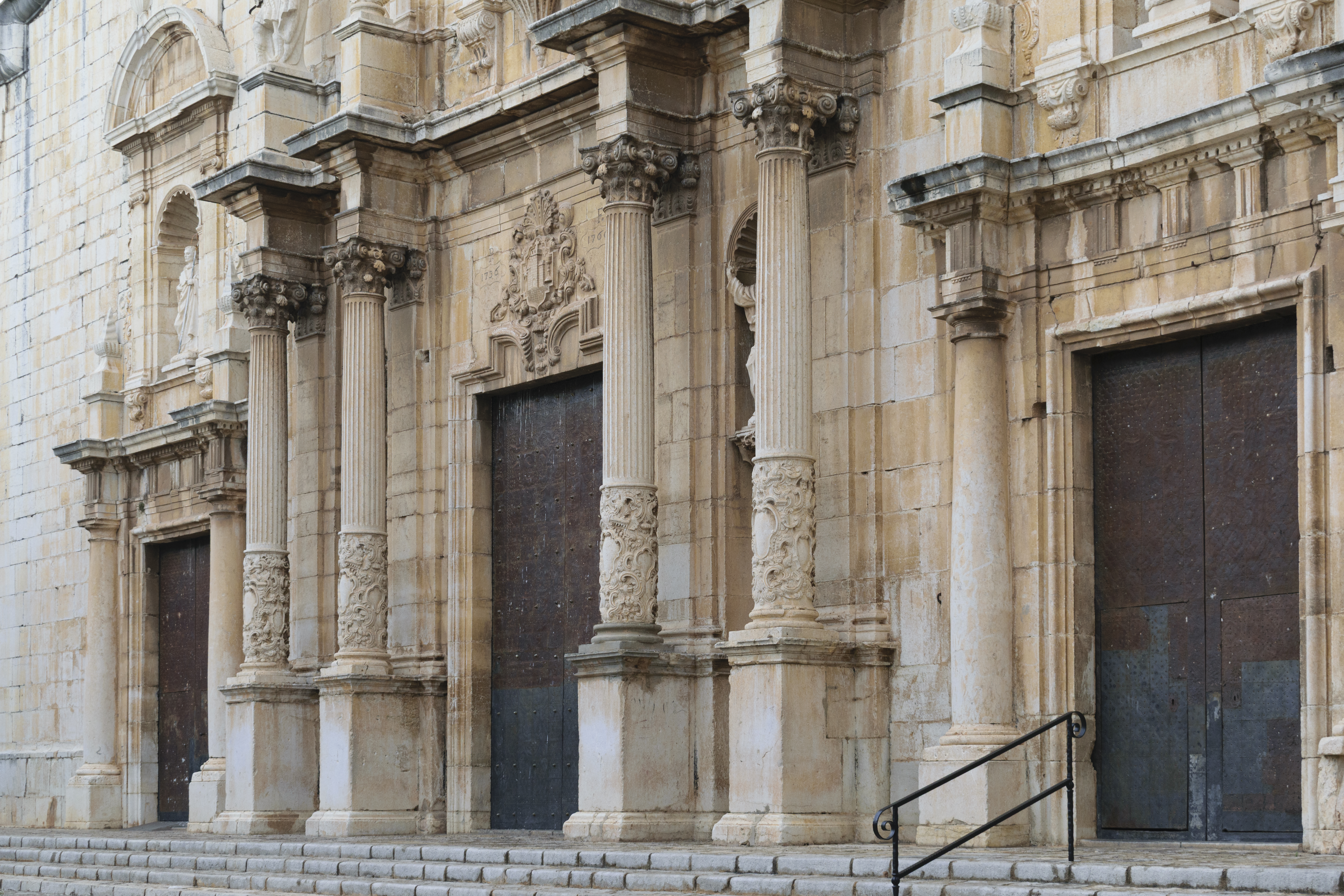
Fachada Iglesia San Juan Bautista

- Torre-Campanario. En la parte derecha de la monumental fachada de la iglesia se alza la torre-campanario. Se inició esta obra el 15 de agosto de 1784 y se terminó el 14 de junio de 1803. Responde a las trazas del arquitecto Juan Barceló, tras cuya muerte, fue concluida por Blas Teruel. La obra, toda ella realizada en cantería, es de planta octogonal en toda su alzada, articula su fuste con contrafuertes en los costados y cordones horizontales; en la base, tres gradas y una portada de acceso elevada, con la imagen de Santa Bárbara. El acceso al cuerpo de campanas se realiza por una escalera de caracol, y por otra, a las dependencias superiores. El campanil se abre a cada cara por alargadas arcadas de medio punto. Alzado por alargados pilares, se dispone el último cuerpo. El remate lo constituye una bóveda octogonal lisa y una gran bola en la cúspide que sirve de base a la imagen de San Juan Bautista de la cúspide.

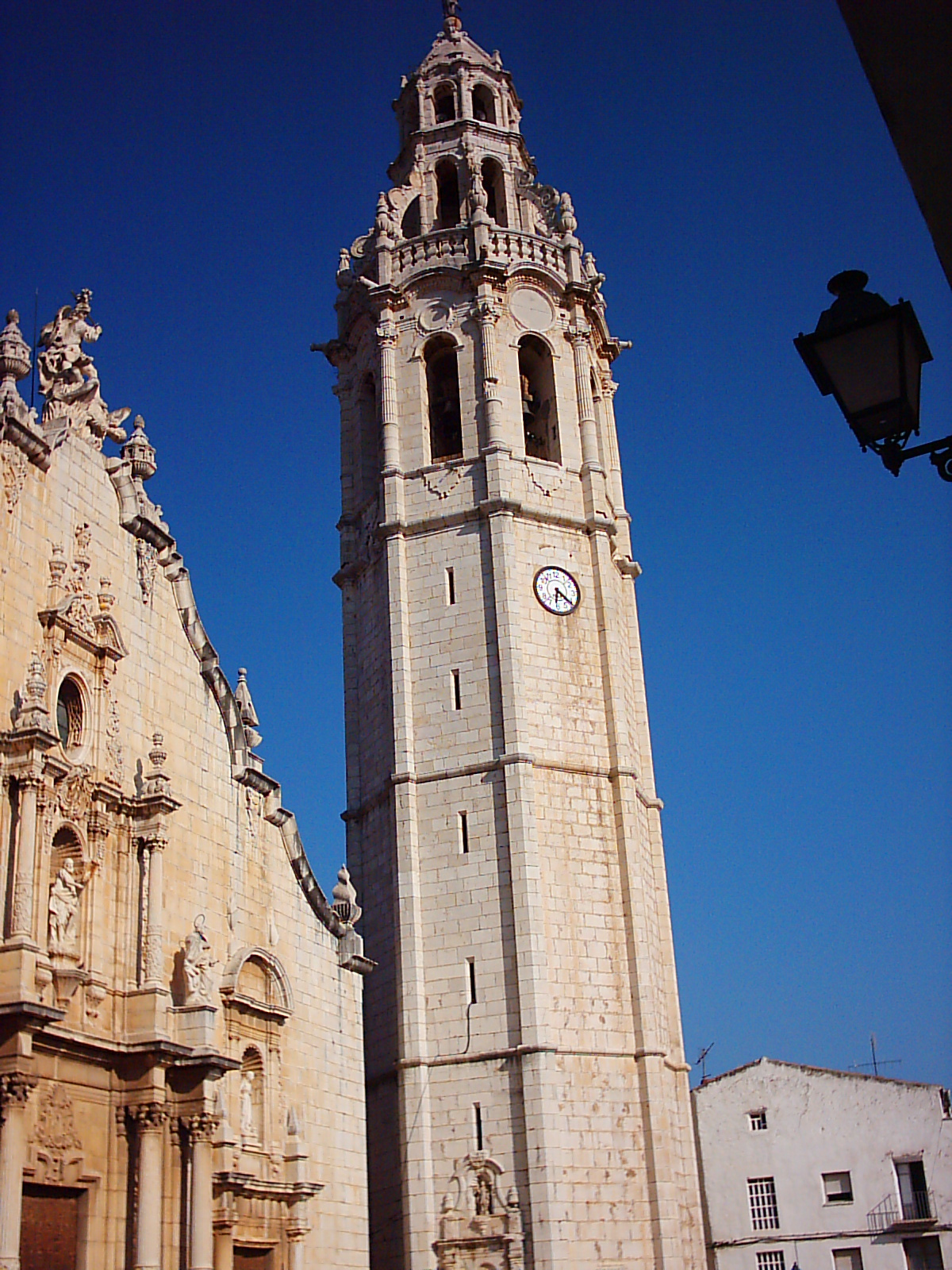
Torre-campanario de la iglesia de San Juan Bautista

- Capilla Virgen de los Desamparados. Se construyó en 1705, en mampostería y con puerta adintelada sobre la que hay un vano y después de una sencilla cornisa, una campana. La planta es de una sola nave, con cuatro tramos y en el primero de ellos una cúpula.

- Ermita de San Antonio. Ubicada en Cap i Corb junto al litoral, entre la torre vigía del mismo nombre y el caserío de la zona. Fue construida en 1773.

- Ermita de Santa Lucía y San Benito. Está elevada en la sierra de Irta. La mayor parte de su actual estructura todo parece indicar que data del siglo XVII, si bien se tienen noticias de unos antecedentes como torre vigía que podrían datarse hacia el siglo XVI de la que en la parte posterior del ermitorio quedan algunos restos que actualmente forman parte del conjunto.

- Ermita del Calvario. Esta obra del barroco valenciano, comenzó su construcción pocos años antes de la iglesia parroquial, en fecha 3 de mayo de 1727. Asentada en planta rectangular, muestra dos salientes en su cabecera que responden a la vivienda del ermitaño y a la sacristía. La bóveda es de cañón y su cúpula octogonal exterior es apuntada. La fachada data de 1751, con puerta adintelada, muestra una sencilla sobriedad rota por un ondulante frontón y una mixtilínea cornisa coronada por una pequeña campana.

- Ermita San Miguel. De planta rectangular con una sola nave, su origen hay que situarlo en el siglo XVIII.

- Iglesia San Cristóbal. En su emplazamiento actual, hubo en tiempos una torre de vigilancia que dominaba las actuales playas del Carregador, Romana y Fuentes. Esta torre se construyó en el centro del poblado de Alcocebre y existen noticias de que continuaba levantada en 1610. A finales del siglo XVIII en su solar se edificó una ermita dedicada a San Cristóbal que sería derribada en tiempos contemporáneos para construir la actual iglesia.

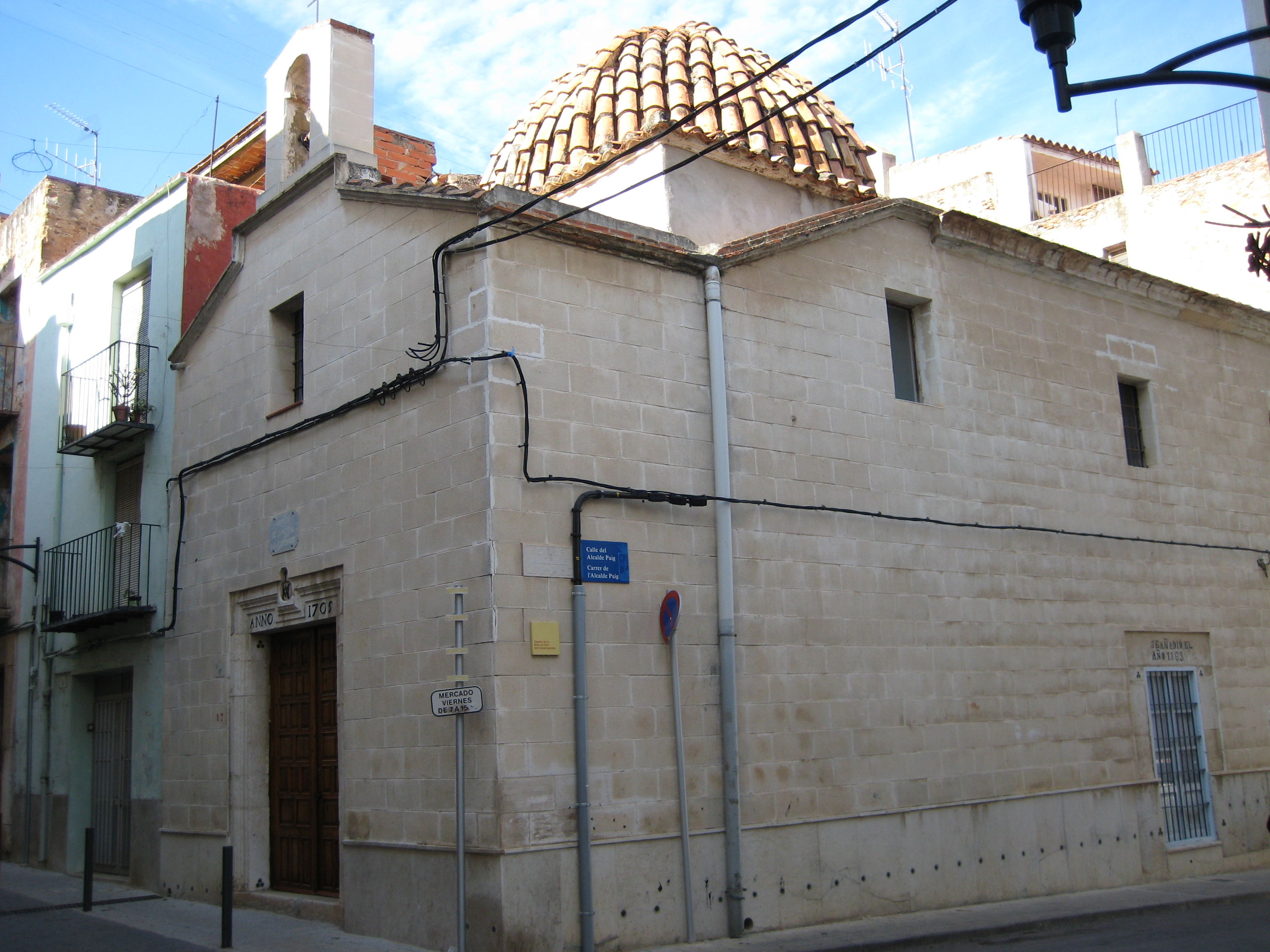
Capilla de la Virgen de los Desamparados
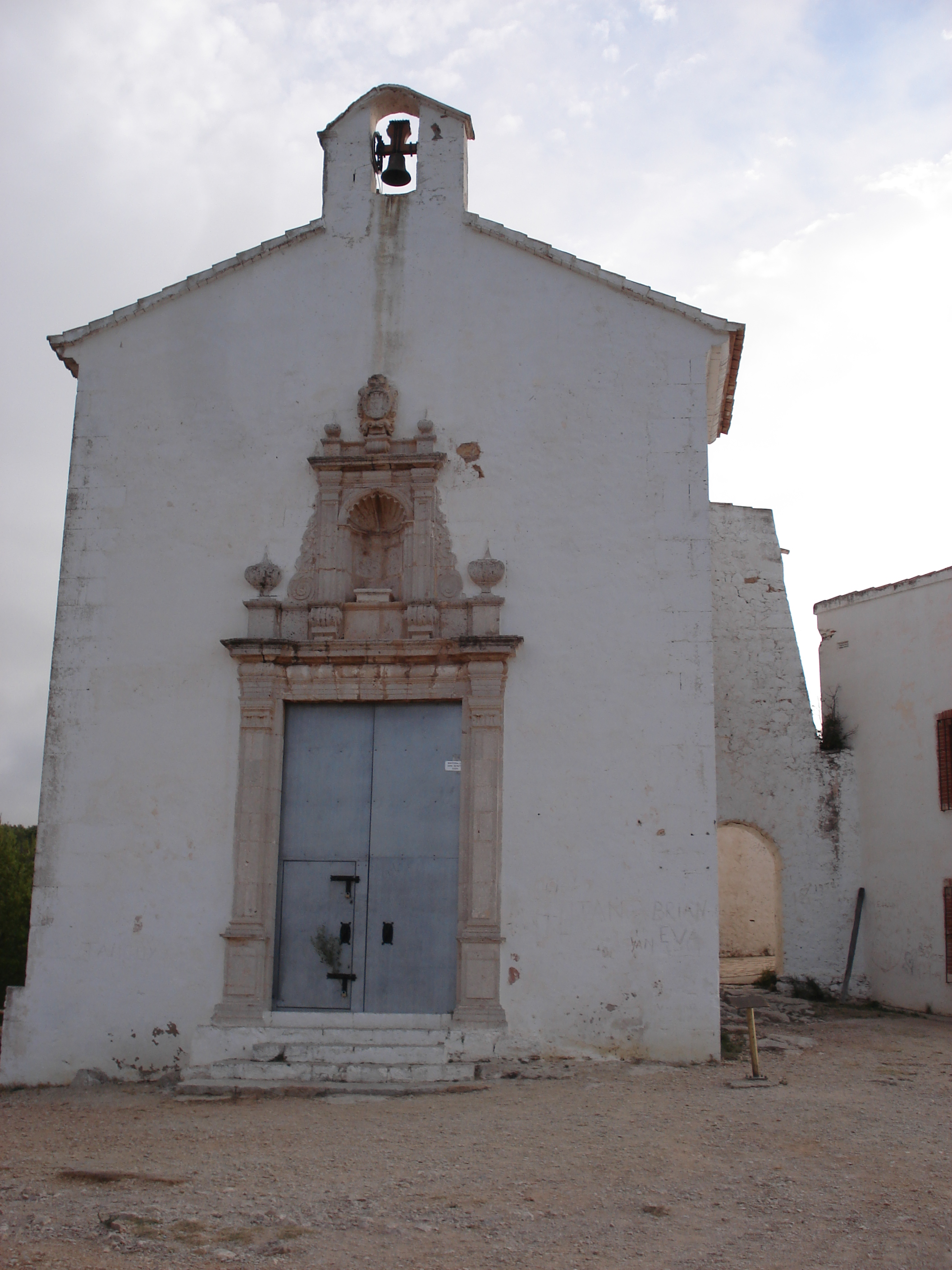
Ermita de San Benito y Santa Lucía
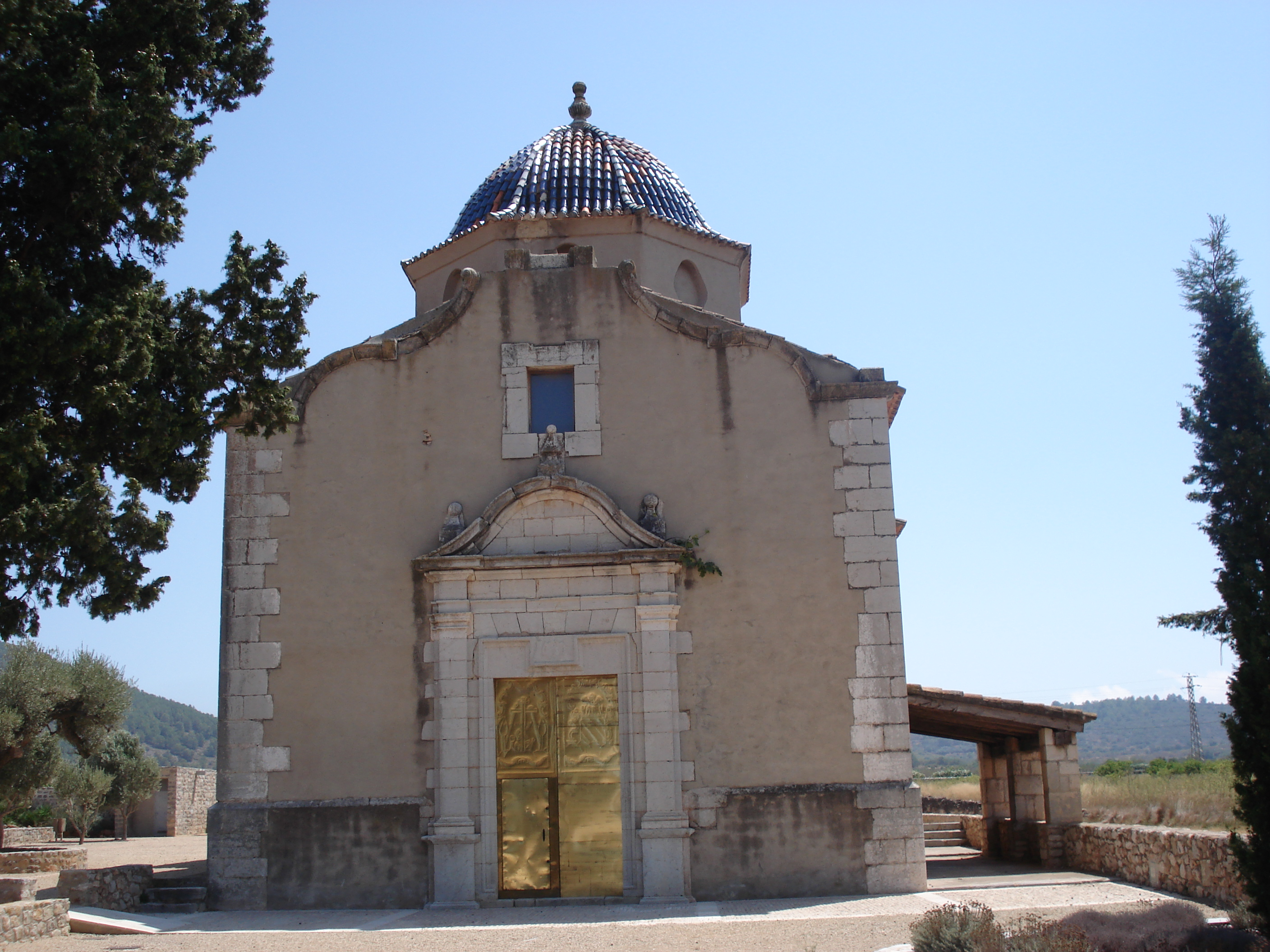
Ermita del Calvario

### Monumentos civiles

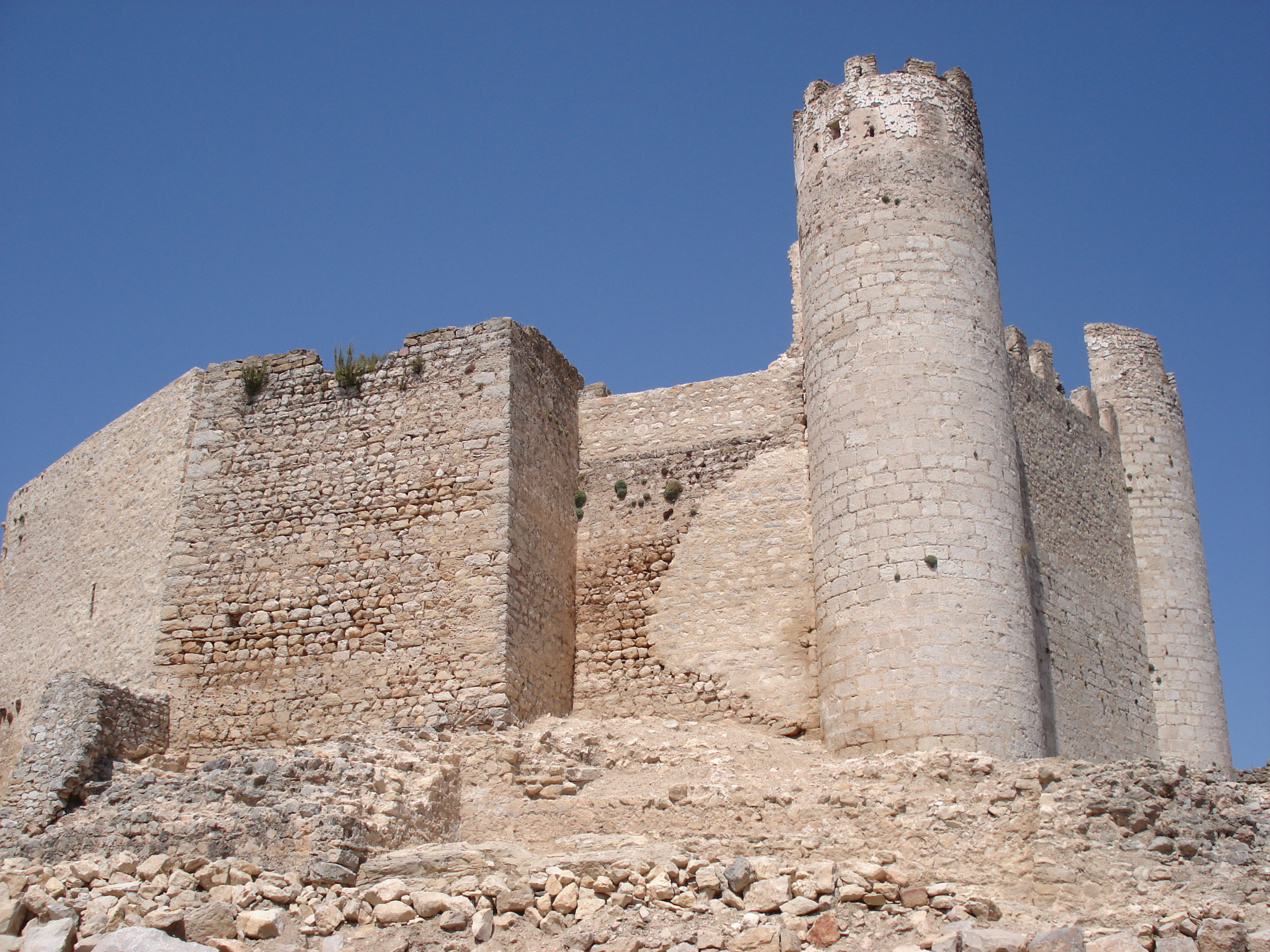
Castillo de Alcalá de Chivert

- Castillo de Chivert. Está emplazado en lo alto de la sierra de Irta dominando el llano y el mar. Conserva dos partes bien diferenciadas: la árabe y la cristiana. La primera comprende el recinto amurallado externo, obra de los siglos X–XI en la que destacan algunos grandes lienzos en tapial, con remates de merlones y que se abría por la puerta del Albácar. En su interior, se descubren todavía buenas muestras de arquitectura doméstica musulmana. Muy interesante es la inscripción árabe del muro SO "para el reencuentro con Dios". En lo más alto se eleva la fortaleza templaria, del siglo XIII, que llegó a contar con capilla, espaciosas dependencias, caballerizas,... así como varios torreones. Son notables la parte sur con sus torres circulares y muro, obra de cantería, así como la cisterna de provisión del castillo, con su bóveda rebajada.

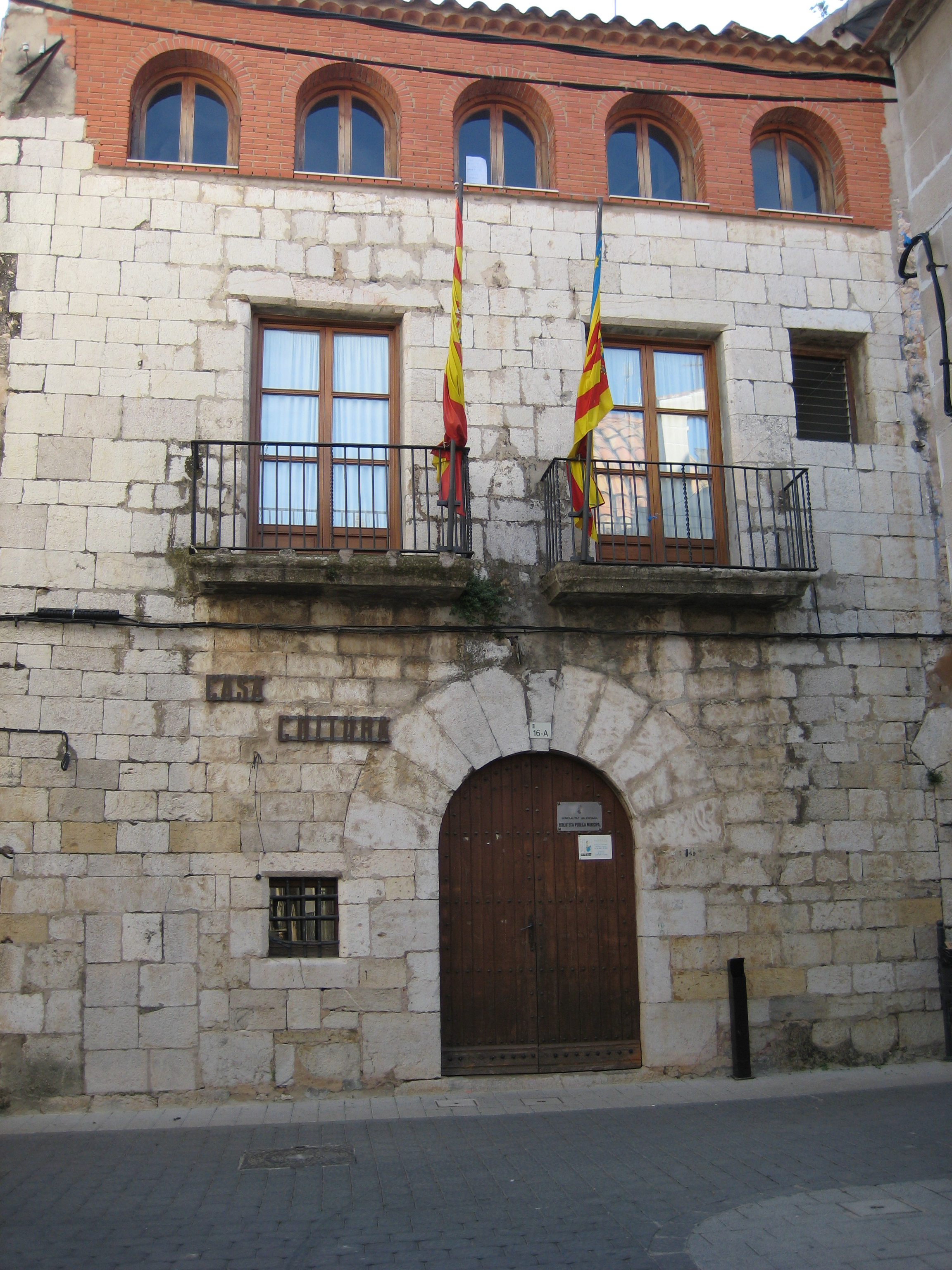
Casa de la Cultura de Alcalá de Chivert

- Casa de la Cultura. Es un edificio de carácter renacentista, si bien por su sillería puede igualmente situarse a finales del siglo XV. Pudo ser residencia del Justicia; pero sí existen noticias de que durante siglos fue Casa Capitular. Durante años tuvo una estancia destinada a cárcel, cuyo vano de la fachada aún conserva una reja para este menester.
- El Prigó del Rey. Este obelisco, se levantó en honor a Carlos IV cuando en su viaje hacia Barcelona con toda la familia real y Manuel Godoy, que les acompañaba, pernoctó en Alcalá el 23 de noviembre de 1802.

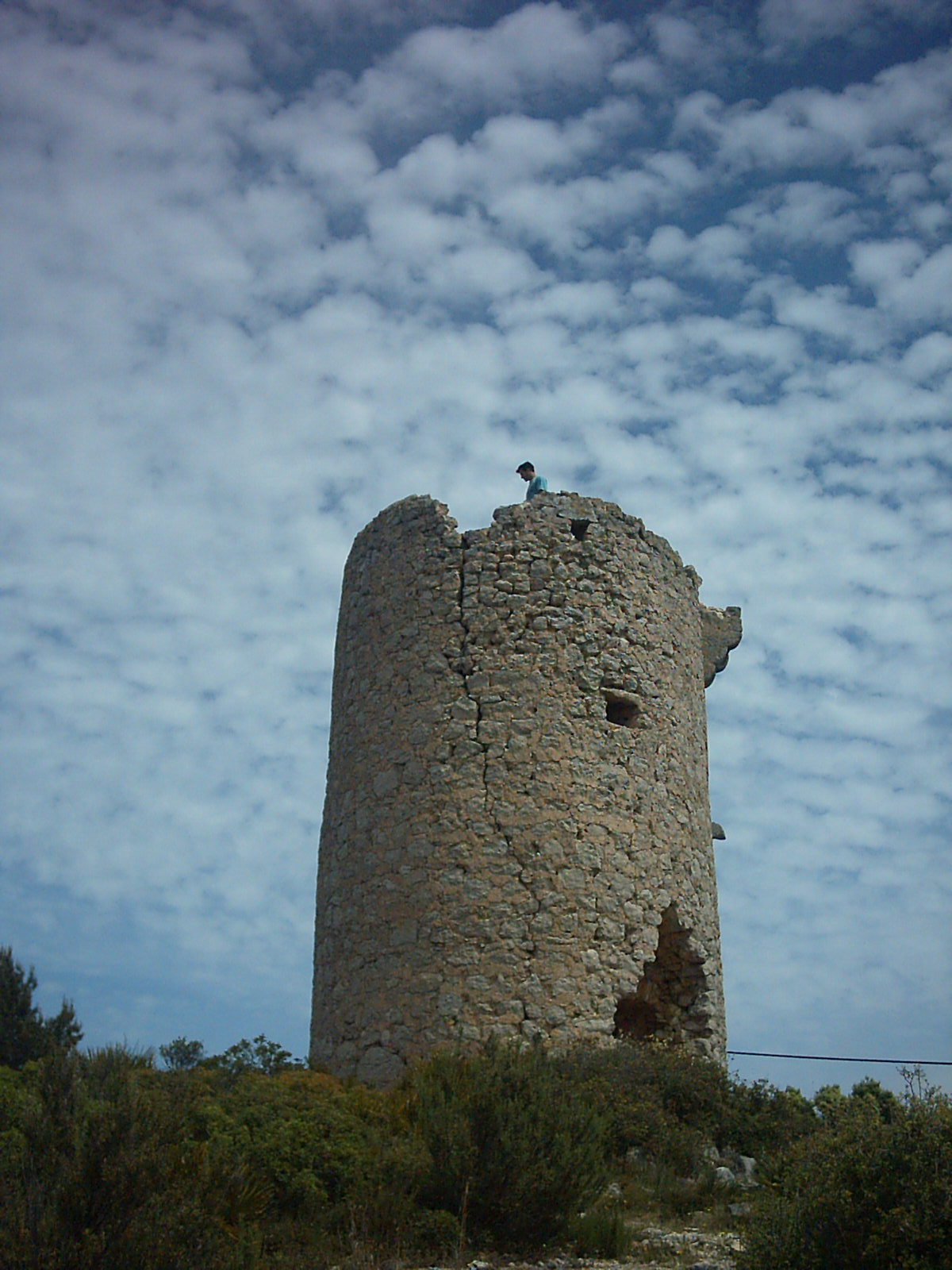
Torre Ebrí (Alcalá de Chivert)

- Torre Ebrí (Alcalá de Chivert)Torre de Ebrí. Situada en la sierra de Irta, sus orígenes parecen remontarse al siglo XVI cuando las incursiones berberiscas obligaron a construir torres vigía. Construida sobre una base circular de 5,5 m de diámetro, se eleva hasta 8,5 m de altura. En su interior se observan los restos de las estancias a las que se accedía a través de escaleras de mano.
- Torre de Cap i Corb. Se encuentra en el caserío del mismo nombre. El castillo de Chivert tenía un nutrido grupo de torres que formaban lo que se ha dado llamar la red de alerta y vigía del castillo. Entre éstas la más conocida era la de Cap i Corb. Existen noticias de que el comendador de la Orden de Montesa, fray Luis Despuig, la mandó construir el 28 de abril de 1427 en la desembocadura del río San Miguel y junto al litoral. Su planta es cuadrangular y su alzado es de 13 metros.

## Lugares de interés

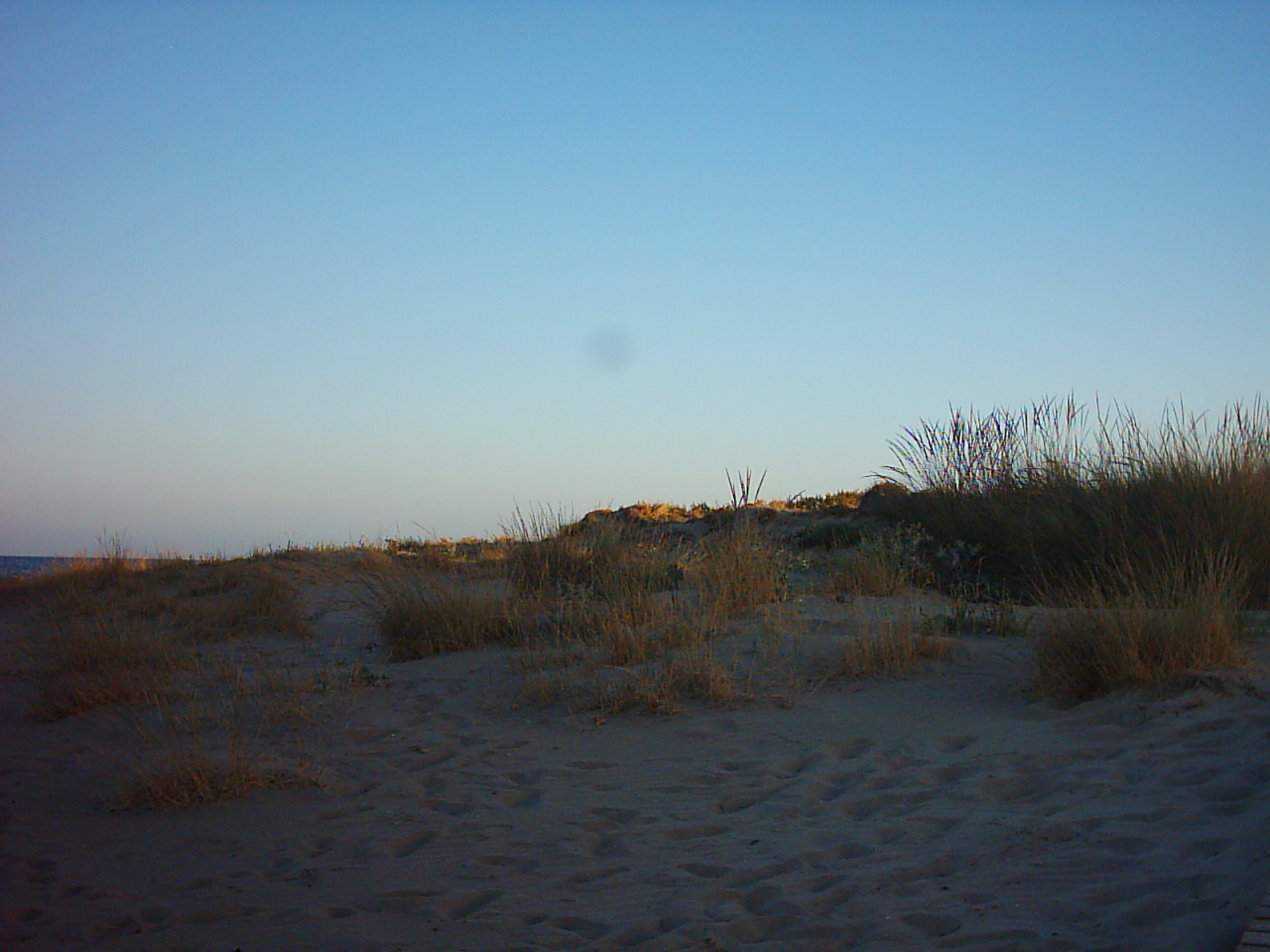
Zona de dunas junto a la playa del Carregador

- Las Dunas. Zona de dunas junto a la playa del Carregador La duna está comprendida entre las playas del Carregador y la Romana cuyas arenas contribuyen a su formación. El conjunto está constituido por las rocas de base, las que forman la llamada Punta del Carregador, también llamado Roquer Martí. La altura de la duna tiene actualmente unos cuatro metros y la superficie ocupada por la duna unos 6.000 m². Es ejemplar único tanto en vegetación como en ubicación.
- L'Estany. Es un pequeño delta semisumergido que está formado en la desembocadura del río San Miguel. Se trata de una reducida extensión de agua, acumulada en una depresión del terreno. La flora típica son los cañaverales y las adelfas.
- Sierra de Irta. La costa norte de Alcossebre muestra amplios parajes naturales salvaguardados de la acción urbanizadora del hombre, como el parque natural de la sierra de Irta. Posee una vegetación autóctona rica y variada, se desarrolla toda una serie de flora típica mediterránea formando verdaderos conjuntos vegetales de notable importancia ecológica y forestal. La componen principalmente los matorrales semiáridos pudiéndose encontrar, entre otros, el fonoll, el llentiscle, el palmito, el romero, los brezos, las aliagas, el tomillo, rabo de gato, el espliego, las adelfas, madroños, fenás, zarzas, te de roca y poleo, jaras, enebros, manzanilla, etc. Dividiendo a la misma y cruzándola de sur a norte, hasta su centro, el barranco de Estopet, con unos parajes y llanos arbolados, nada comunes en nuestro litoral valenciano.

- Playa de Las Fuentes. Tiene la peculiaridad de que en ella emergen fuentes de agua dulce.

- Playa del Cargador. Situada en el centro de Alcocéber; posee el distintivo de bandera azul por la limpieza de sus aguas.

- Playa Romana. También ondea el distintivo de bandera azul.

- Tres Playas. Formada por tres pequeñas calas de arena fina, abrigadas por estructuras rocosas que las aísla visualmente de su entorno.

- Playa del Moro. Posee también el distintivo de bandera azul. Debe su nombre a una roca de gran tamaño, que emerge frente a ella a escasa distancia, con el mismo nombre.

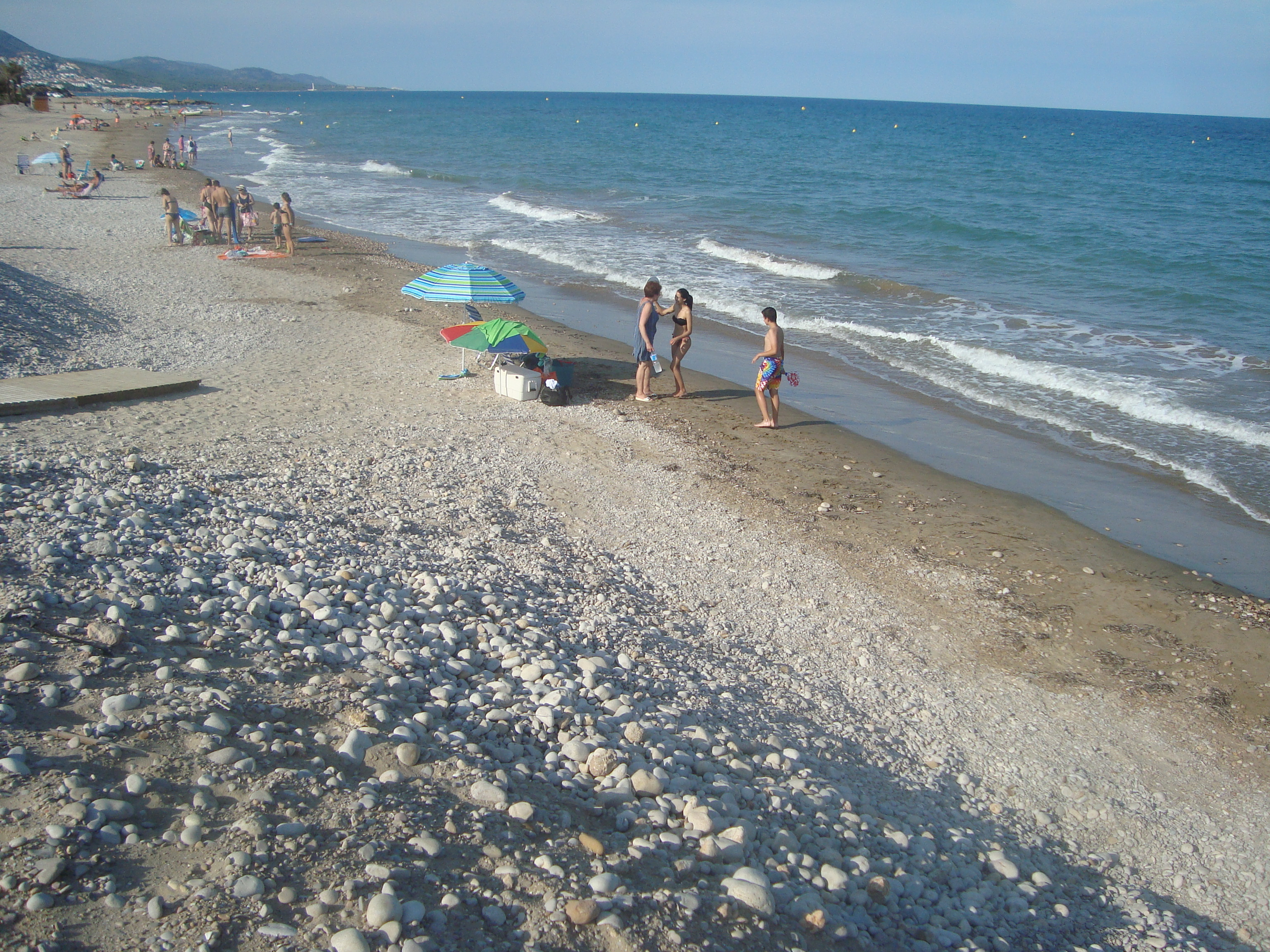
Playa Manyetes, playa Tropicana (Alcossebre)

- Playa Manyetes, playa Tropicana (Alcossebre)Playa de Manyetes. Situada en la zona de Cap i Corb, y separada por roquedales de la playa del Moro. También cuenta con el distintivo de bandera azul. Playa Manyetes (Mañetes en castellano), como así se constata en toda la planimetría y en la cámara agraria, también se conoce por "Tropicana" debido a los propietarios del camping del mismo nombre.

## Fiestas locales

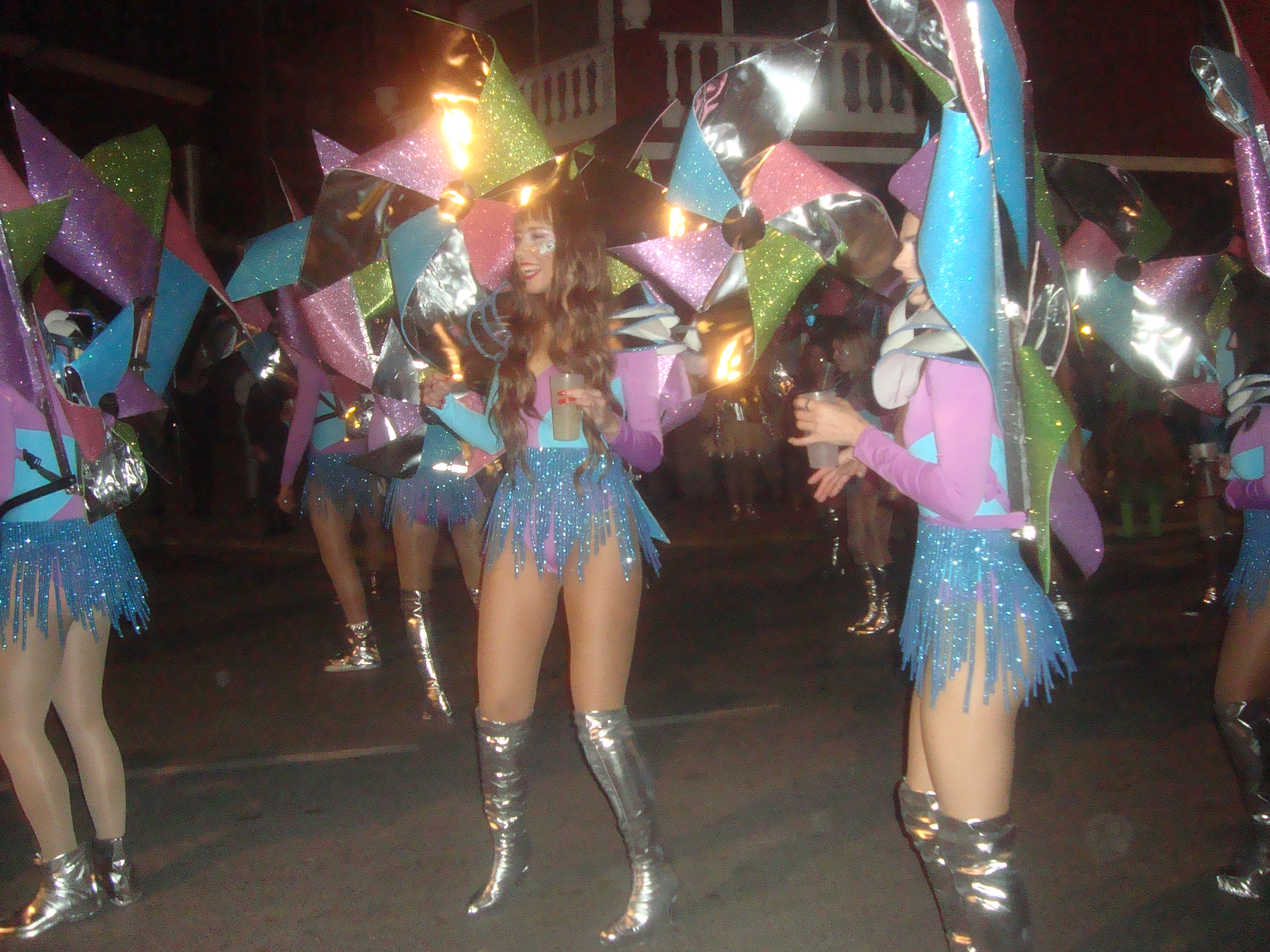
Carnaval de Alcalá de Chivert- Alcocebre 2023.

- Carnaval de Alcalá de Chivert- Alcocebre 2023.San Antonio Abad. La víspera de la festividad del santo (17 de enero), se enciende una monumental hoguera coronada de un muñeco que representa el demonio. Entre los actos destaca la procesión en la que participan todas las caballerías y otros animales que han sido bendecidos. Caballos enjaezados, carros adornados, perros, gatos, conejos... niños con trajes típicos, la música de la dulzaina y el tamboril, componen el desfile.

- Carnaval. Los bailes de disfraces, los desfiles infantiles y de adultos, y el entierro de la sardina son los actos más representativos. Cabe destacar el desfile del sábado por la noche, en el que todas las collas del pueblo elaboran sus trajes y carrozas.

- San Pedro de Verona. En torno al 29 de abril se celebran las fiestas de los solteros (fadrins) de la localidad.
- Virgen de los Desamparados. Patrona de la villa (mayo). Desfile procesional, el segundo domingo de mes y el siguiente.

- Hogueras de San Juan. Coincidiendo con el solsticio de verano, el día más largo del año (24 de junio), se celebra la festividad de San Juan. El rito del fuego hace que los vecinos enciendan hogueras de leña y desechos domésticos.

- Fiestas Patronales. En honor a San Juan Bautista y el Sagrado Corazón de Jesús, se desarrollan durante los últimos días de agosto, en Alcalá, y los primeros de septiembre, en Alcossebre. Los actos giran en torno a la costumbre de los toros y un completo programa de actividades culturales, lúdicas y artísticas. Destaca la tradición de los "carafals".
- Festes de les Fadrines. Se celebran en octubre, coincidiendo con Santa Teresa, patrona de las solteras (fadrines). La intención principal es celebrar unas fiestas sin toros, que interesen a un público más diverso. Conciertos, comidas populares, orquestas, exposiciones...

- Santa Lucía. 13 de diciembre. Se trata de una romería típica y festividad religiosa donde participa tanto la gente procedente de Alcalá y Alcocebre como de otros lugares de la comarca. La fiesta comienza la víspera, cuando mayorales y grupos de jóvenes se reúnen por la noche, alrededor de numerosas hogueras, para pasar la velada.

- San Antonio en Cap i Corb. Fiesta popular y participativa (agosto), en que la Asociación de Vecinos de Cap i Corb organiza actividades lúdicas, orquestas, comidas populares...

## Gastronomía

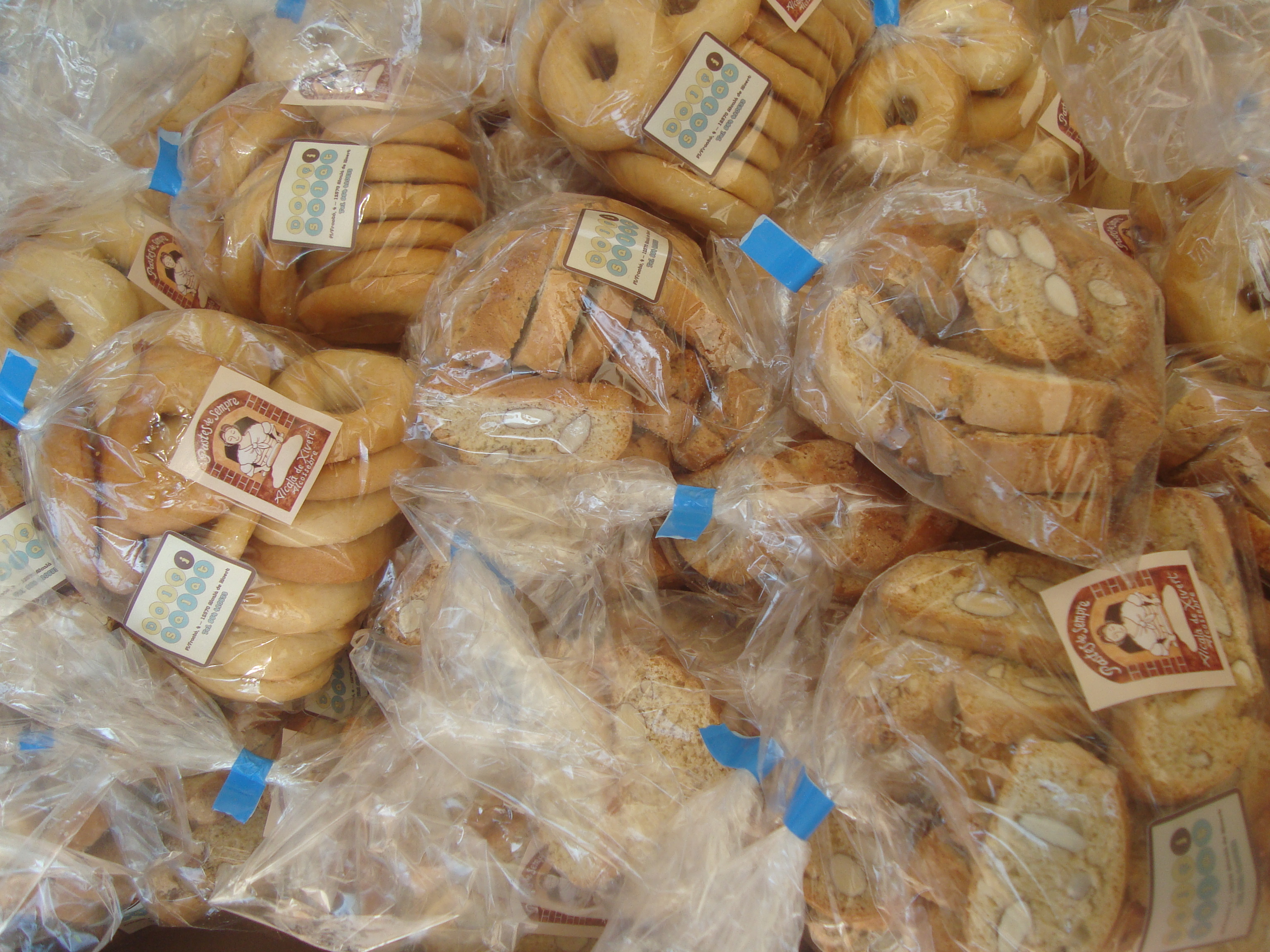
“Pastes de sempre Alcalá de Chivert-Alcocebre”.

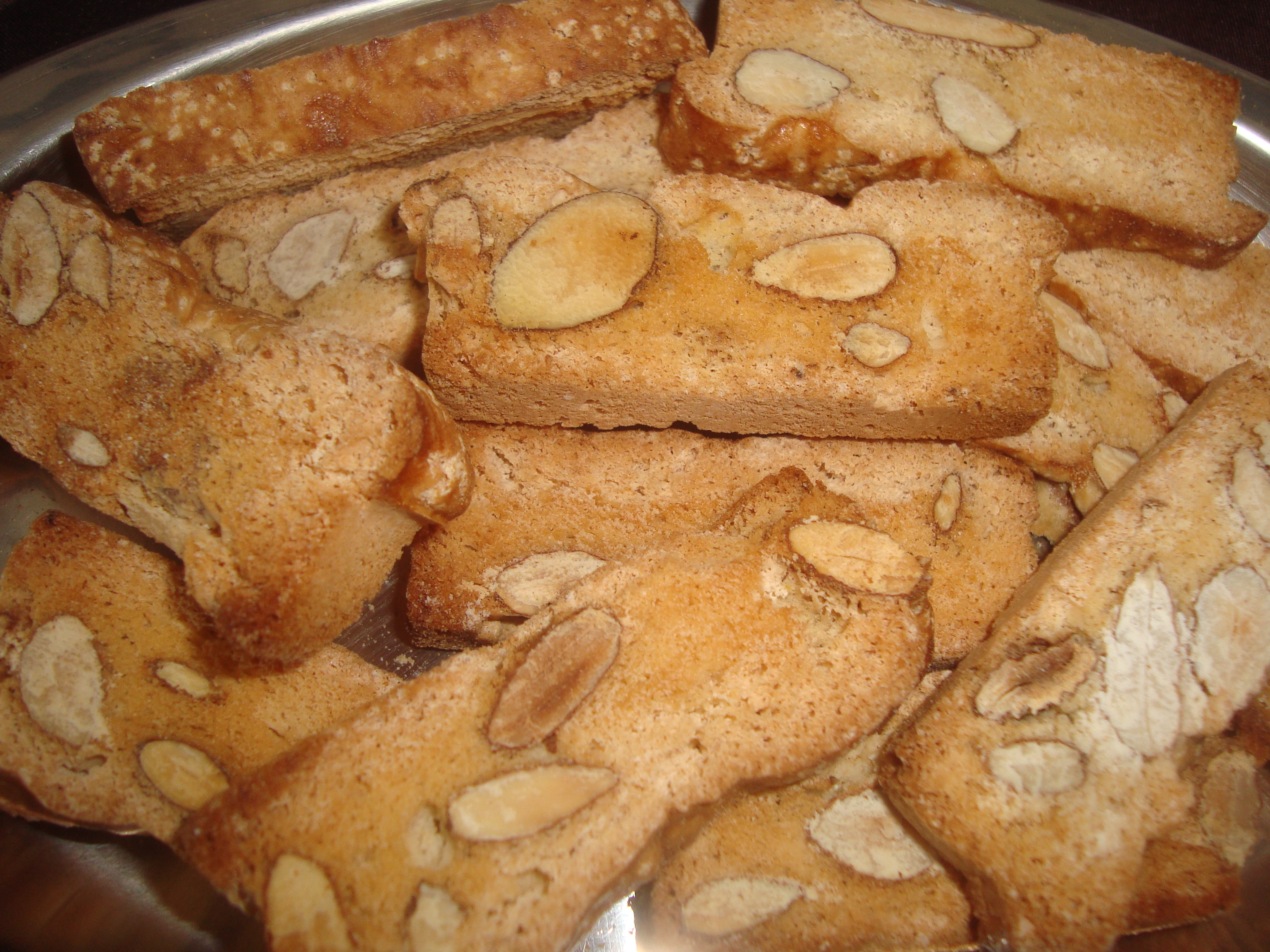
"Rosegons", rosegones, repostería tradicional.

Los platos típicos de esta zona son: el Cocido de pelotas, el Rostit de conill y el Suquet de pescado. De la repostería destaca la llamada Coca celestial, "rollets de cullerà"... Es muy popular la "coca en sal", un singular pan plano con una corteza de sal. También singular és el "borrego", parecido al anterior pero con longaniza y tocino, o sardinas.